# Kołnierz

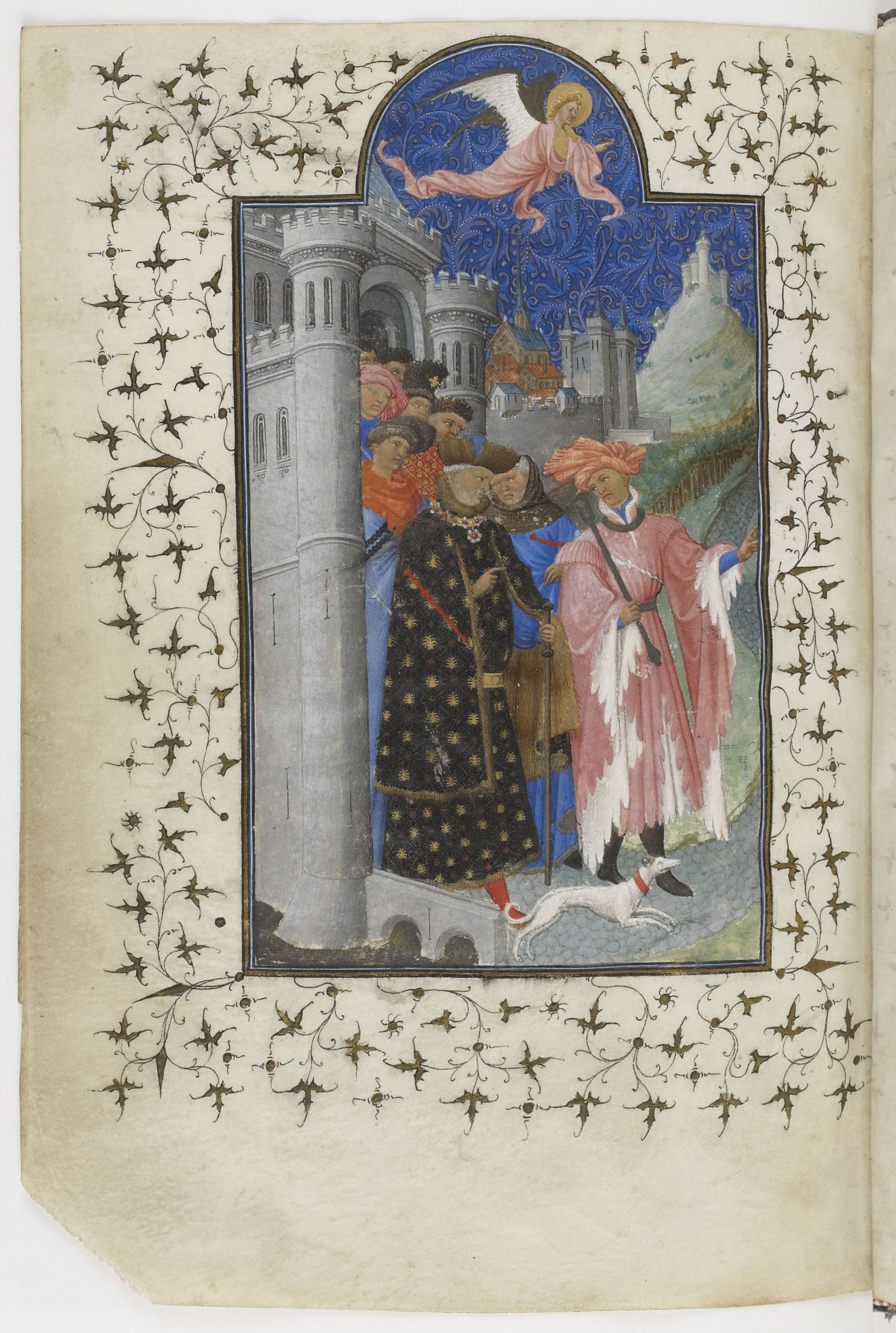
Mężczyzna w różowym houppelandzie z kołnierzem, Bogate godzinki księcia de Berry.

Kołnierz – wykończenie ubioru przy szyi, wykonane z tej samej tkaniny i na stałe połączone z ubiorem lub z innego materiału, przyszywane, przypinane lub nakładane. Stosowane od XIV wieku.
Krój kołnierzy zmieniał się znacznie na przestrzeni wieków. Początkowo pojawił się w stroju męskim w drugiej połowie XVI wieku, jako część szerokiej szaty spiętej w talii pasem, zwanej houppelande. W tym okresie we Francji i w Anglii zaczęto dodawać prosty kołnierz do męskich kaftanów. Początkowo stosunkowo niski, w pierwszych latach XV wieku sięgający już do uszu. Dostojnicy i królowie nosili także płaszcze z futrzanymi kołnierzami.

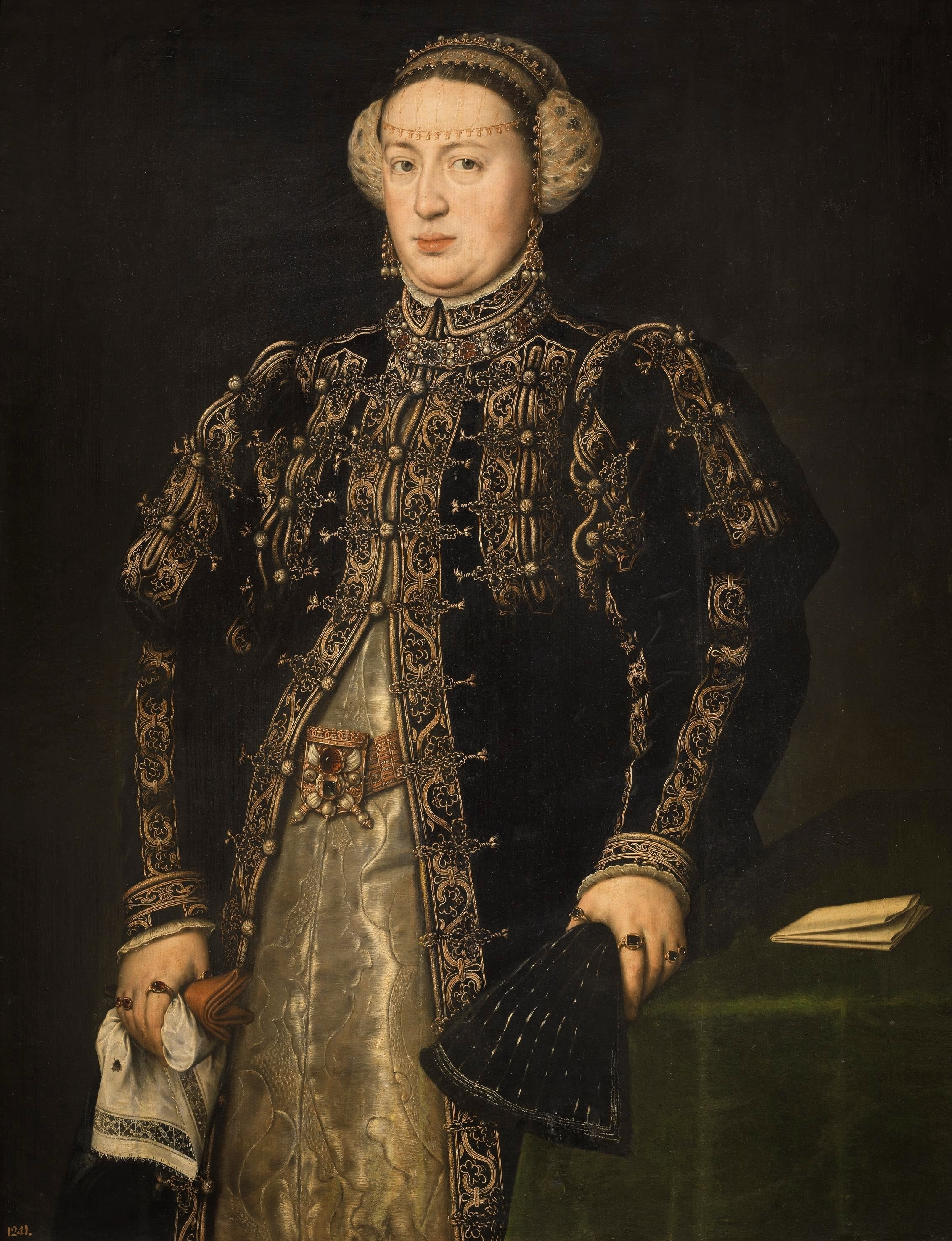
Damska suknia z kołnierzem – Antonio Moro, Katarzyna Austriacka, królowa Portugalii, 1552 rok

W Hiszpanii w XVI wieku modne stały się wśród mężczyzn bogato zdobione kaftany z wysokimi kołnierzami, spod których wystawały marszczone kołnierzyki koszuli. Kołnierze były także obecne w damskich sukniach wierzchnich. W XVI wieku we Francji pojawiła się moda na kryzy zarówno u mężczyzn, jak i u kobiet.